# Nowy Buczek
Nowy Buczek – wieś krajeńska w Polsce położona w województwie wielkopolskim, w powiecie złotowskim, w gminie Lipka.
W latach 1975–1998 miejscowość administracyjnie należała do województwa pilskiego.